# 切爾尼夫
49°16′39″N 24°27′28″E / 49.27750°N 24.45778°E
切爾尼夫（烏克蘭語：Чернів），是烏克蘭西部的村莊，隸屬伊萬諾-弗蘭科夫斯克州的伊萬諾-弗蘭科夫斯克區。該村始建於1545年，面積13.6平方公里，2001年人口616，人口密度每平方公里45.3人。